# Giardino delle pere
Il Giardino delle pere (cinese: 梨园; pinyin: Líyuán) è la prima accademia conosciuta di teatro, spettacolo e musica in Cina. Fu fondata dall'imperatore Xuan Zong (712–755) durante la dinastia Tang.
L'importanza della scuola fu tale che, nelle epoche successive, il nome era usato per alludere all'opera cinese in generale, e ancora oggi nel Regno di Mezzo gli attori sono detti anche "allievi del Giardino delle pere".